# Derbentmatta
Derbentmattor, en typ av dagestansmatta som knyts i den dagestanska staden Derbent. Mattorna kan vara mycket vackra men håller inte lika hög kvalitet som de som knyts ute på landsbygden.